# 1585 Юніон
1585 Юніон (1585 Union) — астероїд головного поясу, відкритий 7 вересня 1947 року.
Тіссеранів параметр щодо Юпітера — 3,057.